# Receta culinaria

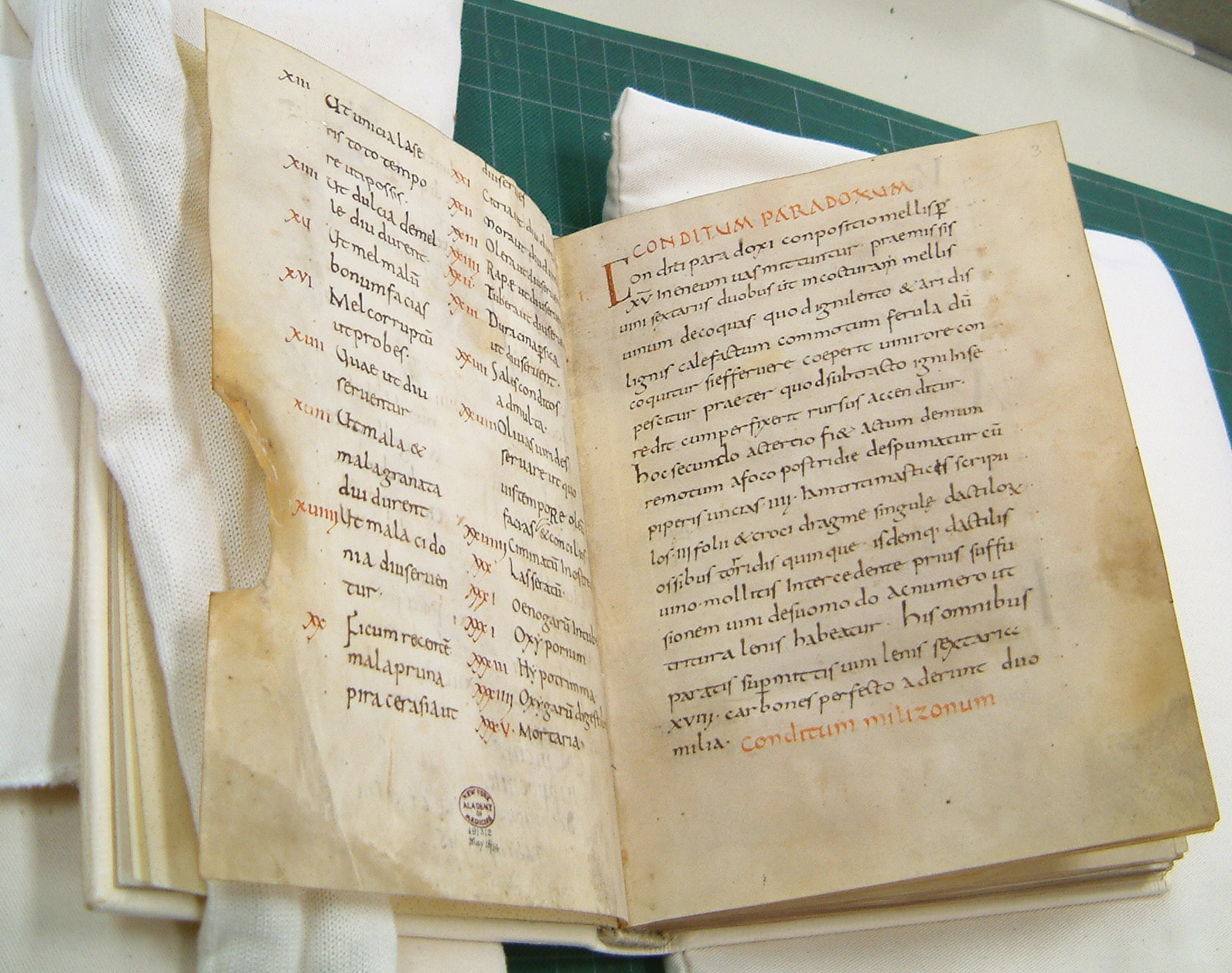
Un manuscrito de De re coquinaria de Apicius, uno de los libros de cocina con recetas de la cocina del Imperio Romano (en el reinado de Tiberio). Las recetas permiten conocer las costumbres y usos de un pueblo.

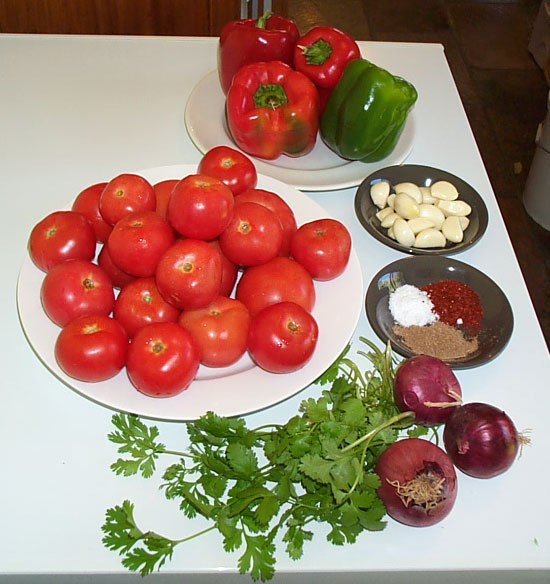
La enumeración de los ingredientes y sus cantidades. Uno de los primeros pasos para definir una receta culinaria o echa por otras personas.

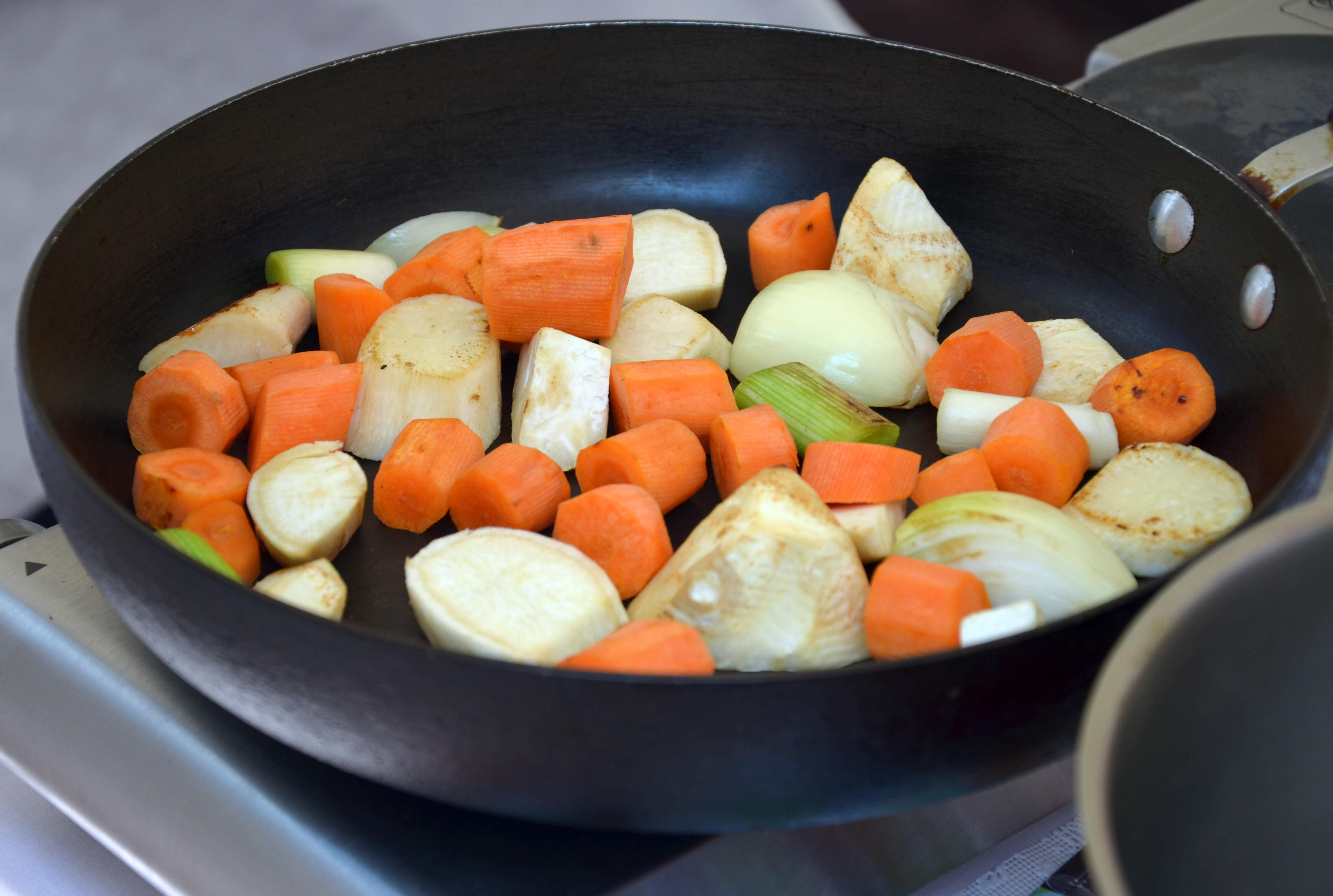
Una receta de cocina puede ser gastronómica o simplemente tadicional etc

Una receta culinaria, receta de cocina o simplemente receta,en gastronomía, es una descripción ordenada de un procedimiento culinario. Suele consistir primero en una lista de ingredientes necesarios, seguido de una serie de instrucciones con la cual se elabora un plato o una bebida específicos. Suele incluir en algunos casos una lista de los utensilios de cocina adecuados para su realización. Ocasionalmente incluye una descripción social, histórica que motiva la receta.
Las recetas pueden transmitirse a lo largo de la historia de los pueblos, de generación en generación, mediante tradición oral, o escritas mediante su recopilación en libros de cocina o recetarios culinarios. Este conocimiento compilado forma parte importante de la cultura de un grupo humano, su evolución permite conocer los cambios a los que se ve sometida una cultura. Su empleo en estudios sociológicos y antropológicos, o en historia permite conocer las condiciones culinarias, los gustos, e influencias de un periodo. En el XL las recetas culinarias aparecen frecuentemente en medios de comunicación como programas de televisión, revistas, periódicos y blogs.

## Historia
Una de las primeras evidencias documentales de recetas conocidas procede de 1600 a. C. en forma de tablilla de barro procedente del sur de Babilonia con escritura cuneiforme y expresada en idioma acadio. Los griegos tuvieron escritores culinarios dedicados como el poeta Arquestrato, el prolífico escritor culinario Timáquides de Rodas. Ninguno de sus recetarios ha llegado a nuestros días. Uno de los primeros libros de recetas conocidos en la cocina occidental fue de De re coquinaria escrito por el cocinero romano Marco Gavio Apicio.
El nombre «receta» proviene del latín recipere que indica por igual 'dar'/'recibir'. Inicialmente en los textos de recetas, los procesos culinarios se describían como una secuencia de instrucciones. El primer recetario medieval fue un manuscrito alemán del siglo XIII. La cocina española tiene en el Libre del Sent Soví, 1324 uno de sus recetarios más antiguos.
En Europa los cocineros franceses Antonin Carême y Georges Auguste Escoffier comienzan a definir las técnicas de la cocina, y entre su tarea la de recopilar y sistematizar los procesos de cocina. En América del Norte Isabella Beeton escribe a finales del siglo XIX su Book of Household Management como uno de los primeros recetarios modernos. El fenómeno antropológico de las recetas culinarias, como transmisión de cultura fue estudiado por Claude Lévi-Strauss en su obra Les mythologiques 3: L'origine des manières de table (El origen de las maneras en la mesa). En los años sesenta aparecen los programas de televisión mostrando formas de cocinar.
Las recetas culinarias anteriores al siglo XX poseían más una estructura narrativa que permitía cierta creación literaria paralela. Es precisamente en las primeras décadas del siglo XX cuando aparece una estructura separada de ingredientes/procesos en la descripción de las recetas culinarias. Si la tradición oral se cristalizó en una literatura culinaria en forma de libros de cocina escritos desde el siglo XVIII, en el siglo XX las recetas se describen en programas de televisión, en revistas (especializadas o no), siendo además muy populares en diversos blogs especializados.

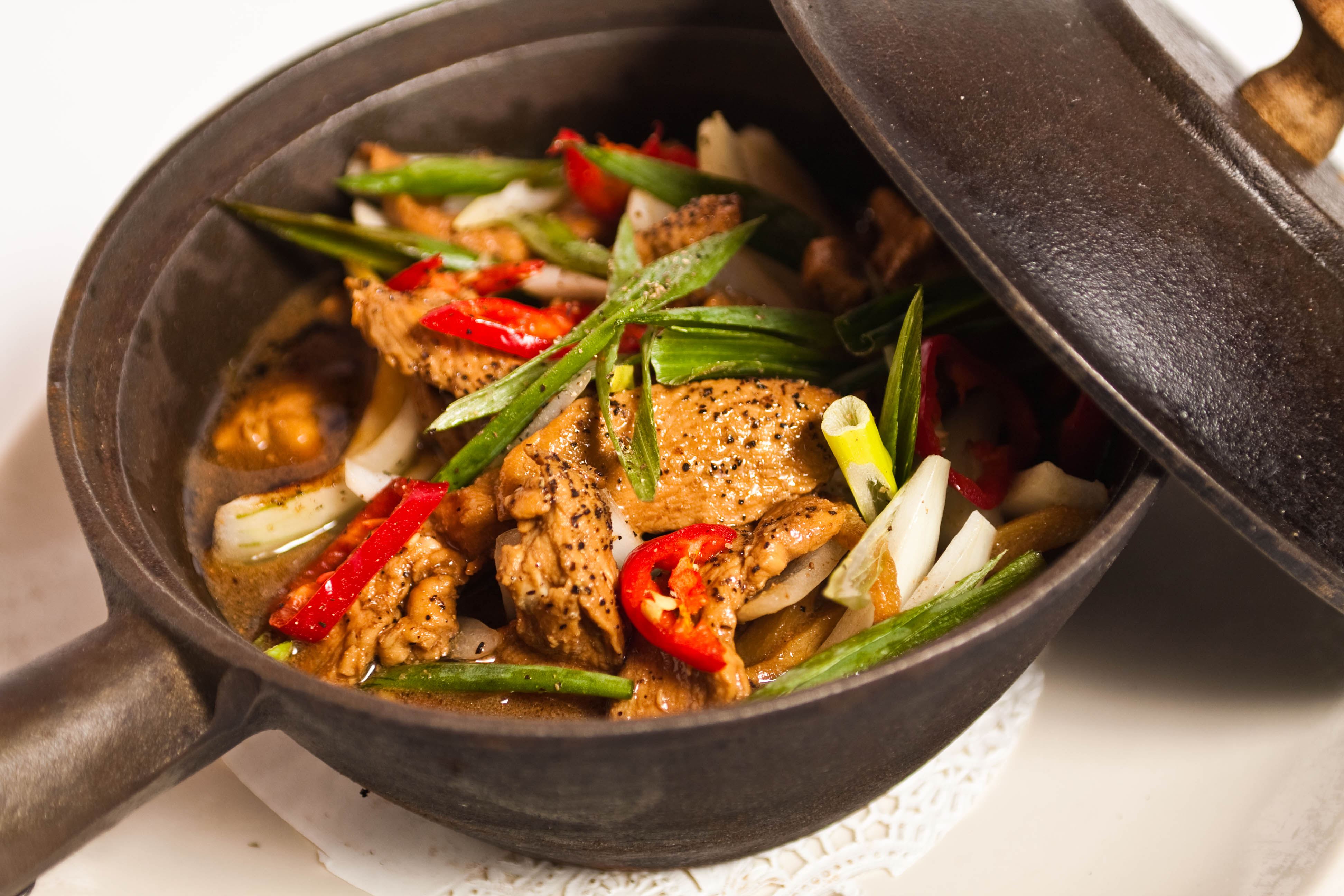
Platillo de pollo preparado en su jugo al ajonjolí

## Características
Las recetas tienen unas normas y reglas precisas para su escritura. Si la receta se dirige al público en general, debería estar escrita en lenguaje llano. En muchos casos presuponen un conocimiento básico de las técnicas de cocina. Las recetas aparecen generalmente categorizadas en familias que se agrupan por ingrediente principal, tipo de preparación, país, etc. forman parte de un libro de cocina.
Las recetas formales incluyen como elementos:
- Denominación del plato (o bebida) acompañada de su origen
- Tiempo de preparación, y en algunas ocasiones la complicación valorada adecuadamente contra una escala. Generalmente para describir el tiempo que se dedicará a la elaboración del plato se emplean unidades de tiempo expresadas en minutos, a lo sumo horas. La complicación del plato suele ser una combinación entre el número de ingredientes, el número de procesos y el tiempo empleado. Si el plato necesita de un intervalo de tiempo antes de ser servido, sería bueno que figurara en esta parte inicial.
- Lista de ingredientes requeridos con sus cantidades o proporciones. Suelen emplearse unidades de medida internacionales, locales o incluso culinarias (como son cucharada, cucharadita, taza, pizca, ...). De la lista de ingredientes, y su cantidad asociada al número de raciones que se desea preparar, se expresa el número de porciones finales, si se desea otra cantidad se emplean reglas de proporcionalidad. Los ingredientes se ordenan según su orden de uso. Cuando la disponibilidad de los ingredientes resulta comprometida, suele indicarse ingredientes alternativos. De la misma forma si los ingredientes pueden ser poco familiares, se suele hacer referencia a glosarios.
- Herramientas empleadas necesarias para la elaboración. Esta descripción no es habitual en la mayoría de los textos. Se puede deducir de la descripción de los procesos. Una receta profesional incluye el tamaño de los recipientes a emplear.
- Pasos a seguir en orden cronológico. Esta secuencia de procesos comienza indicando los procesos de preparación de los ingredientes (picado, escaldado, fritura, cocción, etc), y finaliza con las tareas de emplatado final y su puesta en la mesa. Suele tener una estructura enumerada en la que cada paso se incluye en cada ítem.

En recetas editadas en libros, o recetarios culinarios, usualmente se incluye una fotografía del plato ya montado, y generalmente ya decorado para su muestra a los comensales. A veces incluye una ilustración secuenciada de los procesos más notables. Para mejorar la didáctica de la receta suele incluirse indicaciones acerca de como elegir un buen ingrediente, detalles sobre la calidad de los mismos. Si el ingrediente indicado no es habitual al lector, proporcionar consejos acerca de donde poder encontrarlo. La inclusión sobre ciertos detalles empleados en las técnicas culinarias no habituales puede ayudar a un lector a reproducción con éxito la receta. En las recetas se incluye a veces el cómputo total de calorías que supone su ingesta, así como cualquier indicación nutricional. En las recetas culinarias generalmente es menos deseable conocer el origen histórico, sociológico del plato.
Y tiene propósito de enviar la receta a una persona para indicarle lo que tiene que hacer para cocinar

## Autoría: derechos de autor

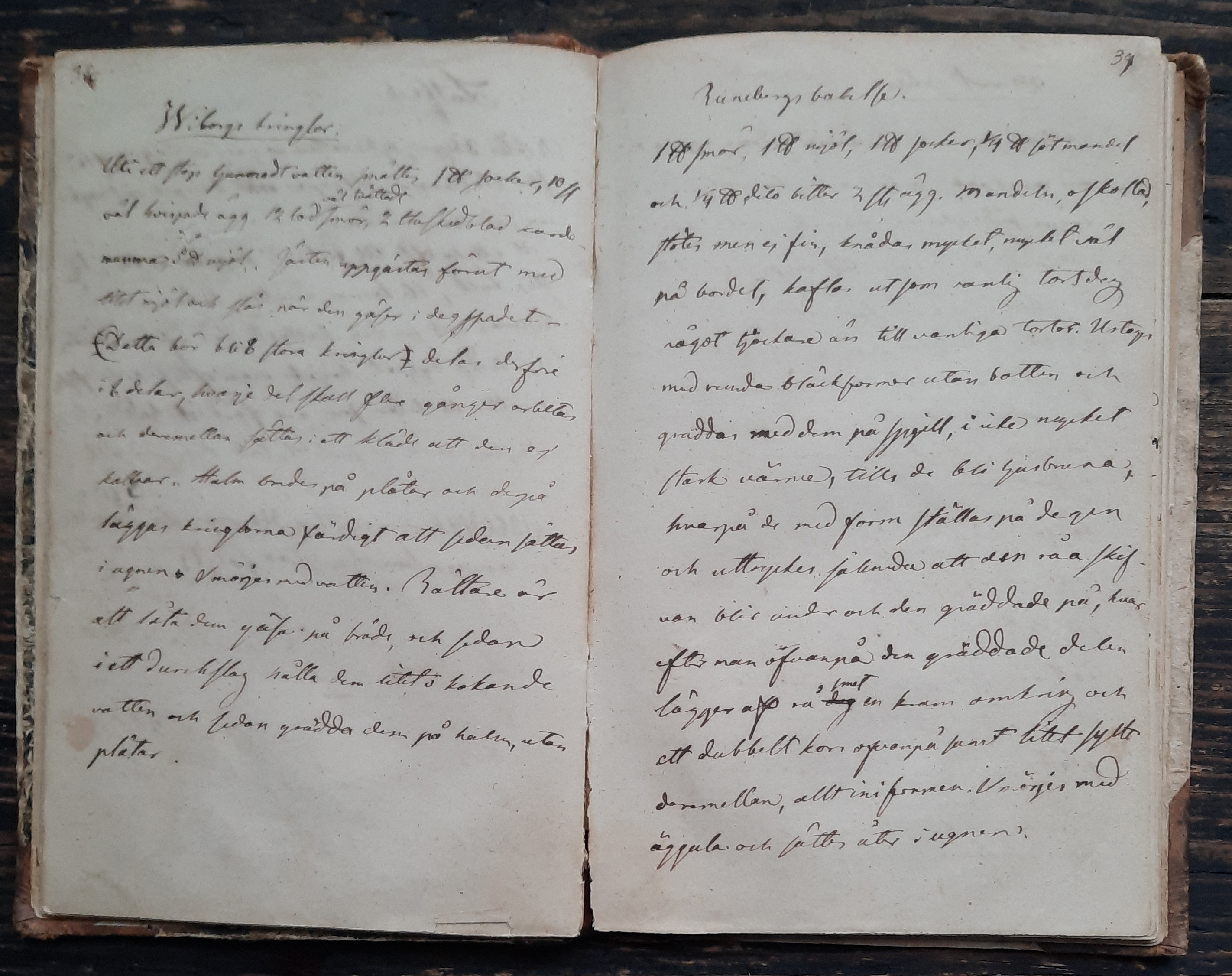
Receta original de Fredrika Runeberg de la década de 1850 para "Tarta de Runeberg".

Históricamente no se ha considerado que las recetas culinarias posean derechos de autor, debido en parte a que se ha considerado a las preparaciones gastronómicas como un proceso generalmente útil a la humanidad bajo los principios del Utilitarismo. Con el devenir de la innovación en la cocina, así como la industrialización de algunas preparaciones, a lo largo del siglo XXI se ha replanteado la cuestión. Existen casos de autoría confusa, de disputa en el reconocimiento. Algunas recetas poseen usos privados que producen beneficios a ciertos restaurantes y cocineros, y es por esta razón que algunas recetas (generalmente salsas) se han protegido con una marcas registradas y poseen derechos de autor. En algunas ocasiones se pretende proteger la preparación de un plato con el objeto de preservar una cultura, y es por esta razón por la que su elaboración se supervisa por un organismo competente. En otras ocasiones las recetas culinarias están libres de licencias, y su elaboración no está regulada por organismo alguno. En Estados Unidos las leyes de Copyright (como la Copyright Act of 1976) protegen invenciones, ideas y dispositivos, excepto las recetas culinarias.